# Obelisk Col
Der Obelisk Col ist ein 150 m hoher Gebirgspass in Form eines Bergsattels auf der westantarktischen James-Ross-Insel. Er verbindet östlich des Kap Obelisk die Rum Cove im Norden mit der südlich gelegenen Röhss-Bucht.
Das UK Antarctic Place-Names Committee benannte den Pass 1983 nach dem gleichnamigen Kap.